# Helene Bechstein
Helene Bechstein (26 de maio de 1876 - 20 de abril de 1951) foi uma empresária alemã, esposa de Edwin Bechstein, proprietário e, posteriormente, acionista majoritário da C. Bechstein, fabricante líder de pianos.
Teve uma relação próxima a Adolf Hitler, chegando a declarar que era sua mãe adotiva para visitá-lo enquanto esteve preso após o Putsch da Cervejaria.
Após a rendição da Alemanha Nazista na Segunda Guerra Mundial, a empresa C. Bechstein foi comandada pelos Aliados na Zona de Ocupação dos EUA e as ações de Bechstein foram confiscadas pelos americanos.  
Morreu em 1951.